# Старомещерово
Старомещерово (баш. Иҫке Мишәр) — деревня в Мечетлинском районе Республики Башкортостан Российской Федерации. Входит в состав Новояушевского сельсовета.

## География

### Географическое положение
Находится на левом берегу реки Ай.
Расстояние до:
- районного центра (Большеустьикинское): 30 км,
- центра сельсовета (Новояушево): 2 км,
- ближайшей ж/д станции (Сулея): 102 км.

## Население
| 1939 | 1959 | 1970 | 1979 | 1989 | 2002 | 2009 |
| ---- | ---- | ---- | ---- | ---- | ---- | ---- |
| 169  | ↗293 | ↘258 | ↗266 | ↗311 | ↗330 | ↗338 |
| 2010 |      |      |      |      |      |      |
| ↗361 |      |      |      |      |      |      |

Национальный состав
Согласно переписи 2002 года, преобладающая национальность — башкиры (100 %).